# Hamilton (priimek)
Hamilton je priimek več oseb:
- Alexander Hamilton (1755/1757 – 1804), ameriški general, pravnik, politik, državnik, finančnik in politični teoretik.
- Andrew Jackson Hamilton (1815 – 1875), ameriški politik in guverner.
- Bethany Meilani Hamilton (1990 - ), ameriška deskarka na vodi.
- Emma Hamilton (1765 - 1815 ), ljubica Lorda Nelsona.
- Charles Mann Hamilton (1874 - 1942), ameriški kongresnik.
- Charles Memorial Hamilton (1840 - 1875), ameriški politik.
- Charles Keeney Hamilton (1886 - 1914), ameriški letalec.
- Charles Samuel Hamilton, ameriški kontraadmiral.
- David Hamilton (1933 - 2016), angleški fotograf.
- Duncan Hamilton (1920 - 1994), angleški dirkač.
- George Hamilton (1939 - ), ameriški filmski in televizijski igralec.
- George »Spike« Hamilton (1901- 1957), ameriški glasbenik.
- George Hamilton, prvi baronet (1877 – 1947), britanski politik.
- George Hamilton IV. (1937 - ), ameriški glasbenik countryja.
- George Hamilton-Gordon, četrti Aberdeenski grof (1784 – 1860), škotski politik in britanski premier.
- Guy Hamilton (1922—2016), angleški filmski režiser.
- Ian Standush Monteith Hamilton (1853 - 1947), angleški general.
- Lewis Hamilton (1985 - ), angleški dirkač Formule 1.
- Peter F. Hamilton (1960 - ), angleški pisatelj.
- Richard Streit Hamilton (1943 - ), ameriški matematik.
- Tyler Hamilton (1971 - ), ameriški kolesar in olimpijec.
- William Hamilton, deveti baronet (1788 - 1856), škotski filozof in metafizik.
- William Rowan Hamilton (1805 - 1865), irski matematik, fizik in astronom.
- Hugh William Roberts Hamilton, britanski general
- James Melvill Hamilton, britanski general
- William Haywood Hamilton, britanski general